# Phryganopteryx triangularis
Phryganopteryx triangularis är en fjärilsart som beskrevs av De Toulgoët 1958. Phryganopteryx triangularis ingår i släktet Phryganopteryx och familjen björnspinnare. Inga underarter finns listade i Catalogue of Life.